# 楚岫雲
楚岫雲（1922年9月30日—1980年1月14日），原名譚耀鑾，籍贯廣東東莞，省港著名粵劇紅伶、電影明星。五十年代前已譽為粵劇四大名旦，三十至七十年代一直持續當紅。

## 生平
楚岫雲廣州出生。小學和中學求學時曾任班長。父親是教師。她6歲開始學戲，9歲時拜粵劇名優巢雪舟爲師，學習排場戲、身段做手和基本功，又跟武打高手伍冉明學習翻騰撲跳和武打功架一年多。11歲起登台演戲，取藝名「楚岫雲」，並開始灌錄粵曲唱片。她因文武全才，戲路縱橫，唱做唸打優異，演技精湛感人，13歲起就在廣州、上海、香港、澳門…等地勝任正印花旦，1936年在「覺先聲」劇團執生演出成功起開始擔綱正印花旦，同年擔演正印花旦拍任劍輝組「菱花艷影」全女班在澳門演出了數月。1937年拍白駒榮到上海演出，同年在香港男女戲班演活俠女林英娥，1938年初參加「太平」擔當其日戲正印花旦拍黃鶴聲。同年起開始拍電影擔演女主角。1939年任新日月星正印花旦拍黃千歲廖俠懷。同年又在「泰山」拍桂名揚，並赴美國、加拿大登台演出。1940年中返港，應白玉堂邀請入「興中華」第一屆先做第二花旦，第二屆起擔綱正印花旦，演了一年多，主演《虎易龍飛》、《賈氏寄夫託子》、《反五關》、《一家七賢》、《火樹銀花》、《岳家軍》、《雷電出孤兒》等多劇。1942年初薛覺先請她入「覺先聲」擔任正印花旦，主演《暴雨殘梅》、《胡不歸》、《女兒香》、《王昭君》等劇。接著在「平安」拍羅品超主演《劉金定斬四門》、《大開鐵坵墳》、《煞星降地球》、《七擒孟獲》、《十載沉冤夢》、《難兄難弟》、《雷電出孤兒》等名劇。1942至1947年受聘拍馮俠魂先後在越南、泰國登台演出，上演《女兒香》、《嫦娥奔月》、《劉金定斬四門》等名劇蜚聲國際。1947年6月從泰國回港，即第三度再當「覺先聲」正印花旦，主演《雪野哀鴻》、《西廂待月》、《金鼓雷鳴》、《暴雨殘梅》、《胡不歸》、《吾愛吾仇》等劇。年底任「金龍」正印花旦拍馮少俠白駒榮主演《花街神女》、《霸王別虞姬》、《月下釋貂嬋》等劇。1948年初起至1949年初拍何非凡，主演《花落鴛鴦塚》、《一曲鳳求凰》、《玉樓人醉杏花天》、《情滋味》、《西廂記》、《五諫刁妻》、《古今一美人》、《銀鎧半暗香》、《瘋種？》、《蝴蝶大王》、《夜吊白芙蓉》、《福將霸王妃》、《情僧偷到瀟湘館》、《月上柳梢頭》等多劇，劇劇滿座，連滿近300場，這時起楚岫雲被稱譽為翻生林黛玉、再世紅娘等。楚岫雲亦已和她的前輩上海妹、譚蘭卿、衛少芳齊名，譽為粵劇四大名旦。
名花旦楚岫雲1949年初起隨即擔演新成立之大型班「永光明」劇團之正印花旦，並與呂玉郎搭檔多年，夜戲上演的《劉金定斬四門》、《穆桂英掛帥》、《女兒香》、《嫦娥奔月》、《蘇三起解(玉堂春)》、《十三妹大鬧能仁寺》、《王寶釧》、《偷祭瀟湘館》、《梁紅玉擊鼓退金兵》、《紅娘子》、《綠野仙蹤》、《梁山伯與祝英台》、《鴛鴦劍》、《一張白紙告青天》、《葛嫩娘》、《夢斷遼西月》、《董小宛》、《香妃》、《西施》、《相思樹》、《呂布與貂嬋》、《沖天野鶴會嫦娥》、《可憐女》、《淒涼姐妹碑》、《王昭君》、《狄青三取珍珠旗》、《碧容探監》、《卓文君》、《女媧煉石補青天》、《三娘汲水》、《秦香蓮》、《蘇武牧羊》、《紅菱血》、《撲火春娥》、《萬劫紅蓮》、《換巢鸞鳳》、《鴛鴦山恩仇記》、《胡不歸》、《闖王進京》、《劈山救母》、《相見不相親》、《迷樓俠影》、《二八嬌妻一歲郎》、《風雪悼鵑紅》、《雪影寒梅》、《紅俠》、《偷鎖玉郎心》、《真假將軍》、《笑面虎》、《劉永福》、《夢斷殘宵》…等多齣名劇，劇劇爆滿百多至三百多場，她每星期逢星期日和星期四還演出兩天日戲，也是劇劇滿座。1955年9月起至1956年6月她續在大型班「永光明」劇團與馮俠魂搭檔，夜戲連演三百場《牛郎織女》，亦場場爆滿。1956年9月起至1959年，楚岫雲續在大型班「永光明」先後分別拍羅家寶、陳笑風，夜戲上演《金釧投井》、《鴛鴦玫瑰》、《梵宮駙馬刁蠻公主》、《燕燕做媒調風月》等名劇連場爆滿。「永光明」劇團每年由9月至翌年6月每天演出無間，場場均滿座。每年7月和8月則休暑。「永光明」十年間，允文允武的楚岫雲一直擔綱劇團正印花旦，大受歡迎讚賞，期間只換了三次拍檔文武生，其他台柱名伶還依舊有小飛紅、陸雲飛、黃君武、白超鴻等，編劇則有馮志芬、陳冠卿、陳卓瑩、何建青、盧丹、陳酉名、望江南和徐若呆等名家，也有阮四襟、王粵生等音樂拍和及南佗、洪三和等舞台設計佈景製作
。「永光明」劇團主要巡迴海珠、樂善兩大戲院演出。1950年3月至9月省港還未被政治封鎖之時期亦曾在港演出半年多。楚岫雲一些名劇戲寶還曾搬上銀幕拍成電影。1959年起至1965年楚岫雲續在劇院一團再拍呂雁聲、羅品超、羅家寶等，演出《佘賽花》、《黛玉焚稿歸天》、《王寶釧之別窰》、《王寶釧之回窰》、《蘇三起解》、《猩猩女追舟》、《白蛇傳》、《林沖郊別休妻》等多齣名劇和折子戲也劇劇滿座。名花旦楚岫雲表演的多項功架和絕技藝術均為全行第一，她特別超卓出色的是圓台功、水袖功、紮腳踩蹺功、水髮功、翻功、腿功、南派和北派武打功架招式、刀法、槍法、劍法武藝花式、踢槍、打脫手、劈一字馬、把子功、唸白功、岫雲腔、吐血功夫、傳統排場戲表演功架程式…等。1963年至1965年楚岫雲演出佘賽花、王寶釧、黛玉歸天、白蛇傳、胡不歸等舞台名劇多場賣座期間，香港麗的呼聲有線電視台曾把她的精彩演出現場直播予收費電視觀眾欣賞。
1970年代她在學院教導青年劇團唱做演出。1979年她曾夥拍名旦鄭綺文排演她的首本戲之一《黛玉焚稿歸天》，打算錄影拍攝成視像教材以供後學，可惜未能成真。名花旦楚岫雲至1950年在香港拍了約廿齣優質電影，她最近期的佳作有1950年前後的《可憐女》、《劉金定斬四門》、《黛玉葬花》…等，拍過呂玉郎、馮俠魂、鄺山笑、關德興、新馬師曾、黃鶴聲、黃千歲、曾三多、白駒榮、麥炳榮等。1941年同是十多歲的鳳凰女曾向當時十多歲的楚岫雲拜師學藝，不過楚岫雲當時因演出頻繁婉拒了對方，《十幾歲拜十幾歲》成為梨園佳話。1950年薛覺先欲第四度拍楚岫雲合組「覺先聲」新班，惟楚岫雲決意留駐「永光明」長期擔綱演出未有應允。楚岫雲後來在六十年代中收粵劇新秀馮錦娟為誼女，悉心教授粵劇功架和唱做演技。

## 部分舞台現場錄音名劇和唱片名曲
- 董小宛之思公子（1966年錄音）
- 佘賽花之郊遇、比武、殺廟（1963年錄音）
- 王寶釧之平貴別窰（1961年錄音）
- 郊別休妻（1961年錄音）
- 西施之劫後鴛鴦（1960年錄音）
- 荊軻別母別妻（1960年錄音）
- 燕燕做媒調風月（1959年永光明劇團名劇部分舞台現場錄音片段）
- 嫦娥奔月之嫦娥夜怨廣寒宮（1957年錄音）
- 黛玉焚稿（1957年錄音）
- 金釧投井之別園（1957年錄音）
- 劉金定斬四門之灌藥（1956年錄音）
- 劉金定斬四門之私探營房（1956年錄音）
- 青梅竹馬（1941年錄音）
- 烽火爭（1941年錄音）
- 情關俘虜（1941年錄音）
- 七情迷佛祖（1936年錄音）
- 採蓮歌（1935年錄音）
- 憶別（1935年錄音）
- 琴韻動春心（1935年錄音）
- 九筒碰八萬（1935年錄音）

## 電影
- 可憐女（1950年）
- 劉金定斬四門（1948年）
- 陳夢吉鬥荒唐鏡( 楚岫雲客串戲中戲《黛玉葬花》)（1949年）
- 夏迎春（1948年）
- 蕩寇志（1947年）
- 神秘小姐（1946年）
- 黑衣怪人（1942年）
- 殺人小姐（1941年）
- 國難財主（1941年）
- 八美圖（1941年）
- 醋淹藍橋（1941年）
- 蕩寇志（1941年）
- 生武松（1941年）
- 竹織鴨（ 1939年）
- 鍾無艷（1939年）
- 十二寡婦（1939年）
- 梅開二度（1939年）
- 風流債（1938年）
- 梅知府（1938年）